# Ranutovac
Ranutovac (en serbe cyrillique : Ранутовац) est un village de Serbie situé sur le territoire de la Ville de Vranje, district de Pčinja. Au recensement de 2011, il comptait 457 habitants.
Ranutovac est également connu sous le nom de Ranutovo.

## Démographie
| 1948 | 1953 | 1961 | 1971 | 1981 | 1991 | 2002 | 2011 |
| ---- | ---- | ---- | ---- | ---- | ---- | ---- | ---- |
| 450  | 430  | 421  | 399  | 424  | 452  | 490  | 457  |

|  |